# Nick Anderson
Nelison "Nick" Anderson (Chicago, 20 de janeiro de 1968) é um ex-jogador norte-americano profissional de basquete que jogou pelo Orlando Magic, Sacramento Kings e Memphis Grizzlies da National Basketball Association (NBA).
Anderson jogou basquete universitário na Universidade de Illinois por três anos. Ele foi selecionado pelo Orlando Magic no draft da NBA de 1989. Atualmente, ele serve o Magic em várias funções fora das quadras.

## Carreira universitária
Anderson frequentou a Universidade de Illinois em Urbana-Champaign por três anos, jogando no time que chegou ao Final Four do Torneio da NCAA em 1989. Esse time recebeu o apelido de "Flyin' Illini" por Dick Vitale.

## Carreira na NBA

### Primeiros anos
Anderson deixou a universidade e entrou no draft da NBA em 1989, onde foi selecionado como a 11ª escolha geral pelo Orlando Magic. Como o Magic era uma equipe de expansão naquela temporada, Anderson foi a primeira escolha do draft na história da franquia.
Como muitas franquias de expansão, o Magic era uma equipe jovem e Anderson foi um dos poucos destaques. Como resultado, o Magic recebeu altas escolhas no draft em vários anos consecutivos, incluindo Dennis Scott em 1990, Shaquille O'Neal em 1992 e Chris Webber, que foi trocado por uma seleção que incluía Penny Hardaway em 1993. Nas suas primeiras temporadas, Anderson foi a principal opção de pontuação do Magic e liderou a equipe em pontos por jogo durante a temporada de 1991-92. À medida que o nível de talento da equipe aumentava, Anderson foi gradualmente relegado a um papel ofensivo menor, mas permaneceu um membro consistente da formação inicial da equipe. Uma exceção foi o jogo de 23 de abril de 1993 contra o New Jersey Nets, no qual ele marcou seu recorde pessoal de 50 pontos vindo do banco. Na temporada de 1994-95, Anderson liderou o Magic em arremessos de três pontos com 179 e teve médias de 15,9 pontos. O Magic venceu 57 jogos, terminou com o melhor recorde na Conferência Leste e conquistou seu primeiro título da Divisão do Atlântico.

### Pós-temporada de 1994-95
Nas semifinais da Conferência Leste, o Magic enfrentou o Chicago Bulls e Michael Jordan, que havia recentemente retornado de uma carreira no beisebol usando o número 45 em vez de seu famoso número 23. No final do Jogo 1, Anderson ficou famoso por roubar a bola de Jordan por trás, levando à cesta da vitória para o Magic. Ele comentou posteriormente que Jordan "não parecia o velho Michael Jordan" e que "o número 45 não explode como o número 23 costumava fazer". Jordan então voltou a usar seu antigo número no próximo jogo, marcando 38 pontos na vitória dos Bulls; o Magic se recuperou e venceu a série para avançar para sua primeira Final da NBA.
No Jogo 1 das Finais da NBA, contra o campeão defensor Houston Rockets, realizado na Orlando Arena, o Magic estava liderando por três pontos no jogo. Anderson, normalmente um arremessador de lances livres com 70% de aproveitamento, errou quatro lances livres consecutivos que poderiam ter garantido a vitória para Orlando. Pouco depois, Kenny Smith acertou um arremesso de três pontos para Houston, empatando o jogo e levando-o para a prorrogação. Os Rockets acabaram vencendo o jogo na prorrogação e eventualmente varreram o Magic, conquistando seu segundo título consecutivo da NBA. Como resultado desse incidente, alguns torcedores de Orlando começaram a apelidar Anderson com os apelidos pejorativos de "Nick the Brick" e "Brick Anderson".

### Carreira pós-1995
Apesar de não ter mostrado efeitos imediatos de suas dificuldades nas finais de 1995, Anderson teve outra temporada forte em 1995-96. No entanto, sua temporada foi interrompida devido a uma lesão no pulso no Jogo 3 das Finais da Conferência Leste. Após isso, a carreira de Anderson tomou um rumo descendente abrupto, em grande parte devido a uma súbita incapacidade de converter lances livres. Durante a temporada de 1996-97, seu aproveitamento de lances livres despencou para um mínimo de carreira de 40,4% e sua média de pontos para 12,0. Anderson teve que ser retirado dos minutos finais de vários jogos próximos devido à sua inconsistência como arremessador de lances livres.
No primeiro semestre da temporada de 1997-98, os problemas de Anderson pioraram. Até 27 de janeiro daquela temporada, ele estava com média de apenas 6,5 pontos e um fraco aproveitamento de 36,3% nos lances livres. No entanto, na segunda metade da temporada, Anderson experimentou um repentino renascimento na carreira, com sua média de pontos subindo abruptamente para 22,6, e seu percentual de lances livres melhorando para 67,6%, um número próximo de sua média de carreira anterior. Ele encerrou a temporada com uma média de 15,3 pontos.
Anderson continuou jogando pelo Magic até a temporada encurtada pelo lockout de 1998-99, após a qual foi trocado para o Sacramento Kings por Tariq Abdul-Wahad e compensação de draft. Ele deixou Orlando como o líder de pontos da história da equipe. Anderson foi o último jogador remanescente do elenco original de expansão do Magic, tendo permanecido na franquia por dez temporadas.
Ele jogou duas temporadas em Sacramento, registrando uma média de pontos de carreira mais baixa até aquele momento, com 10,8 pontos em 72 partidas na sua primeira temporada. Na temporada seguinte, jogou 21 partidas, e na sua última temporada jogou 15 partidas pelo Memphis Grizzlies.
Atualmente, Anderson trabalha no departamento de relações comunitárias do Orlando Magic. Ele também atua como comentarista para a Fox Sports Florida nos programas pré-jogo, intervalo e pós-jogo do Magic.

## Estatísticas da NBA

### Temporada regular
| Ano      | Equipe     | PJ  | PT  | MPJ  | AP   | 3P   | LL   | RT  | AS  | BR  | TO  | PPJ  |
| -------- | ---------- | --- | --- | ---- | ---- | ---- | ---- | --- | --- | --- | --- | ---- |
| 1989–90  | Orlando    | 81  | 9   | 22.0 | .494 | .059 | .705 | 3.9 | 1.5 | 0.9 | 0.4 | 11.5 |
| 1990–91  | Orlando    | 70  | 42  | 28.2 | .467 | .293 | .668 | 5.5 | 1.5 | 1.1 | 0.6 | 14.1 |
| 1991–92  | Orlando    | 60  | 59  | 36.7 | .463 | .353 | .667 | 6.4 | 2.7 | 1.6 | 0.6 | 19.9 |
| 1992–93  | Orlando    | 79  | 76  | 37.0 | .449 | .353 | .741 | 6.0 | 3.4 | 1.6 | 0.7 | 19.9 |
| 1993–94  | Orlando    | 81  | 81  | 34.7 | .478 | .322 | .672 | 5.9 | 3.6 | 1.7 | 0.4 | 15.8 |
| 1994–95  | Orlando    | 76  | 76  | 34.1 | .476 | .415 | .704 | 4.4 | 4.1 | 1.6 | 0.3 | 15.8 |
| 1995–96  | Orlando    | 77  | 77  | 35.3 | .442 | .391 | .692 | 5.4 | 3.6 | 1.6 | 0.6 | 14.7 |
| 1996–97  | Orlando    | 63  | 61  | 34.3 | .397 | .353 | .404 | 4.8 | 2.9 | 1.9 | 0.5 | 12.0 |
| 1997–98  | Orlando    | 58  | 44  | 29.3 | .455 | .360 | .638 | 5.1 | 2.1 | 1.2 | 0.4 | 15.3 |
| 1998–99  | Orlando    | 47  | 39  | 33.6 | .395 | .347 | .611 | 5.9 | 1.9 | 1.4 | 0.3 | 14.9 |
| 1999–00  | Sacramento | 72  | 72  | 29.1 | .391 | .332 | .487 | 4.7 | 1.7 | 1.3 | 0.2 | 10.8 |
| 2000–01  | Sacramento | 21  | 0   | 8.0  | .246 | .256 | –    | 1.2 | 0.6 | 0.5 | 0.2 | 1.8  |
| 2001–02  | Memphis    | 15  | 0   | 14.6 | .276 | .271 | .556 | 2.2 | 0.9 | 0.4 | 0.4 | 4.0  |
| Carreira | Carreira   | 800 | 636 | 28.9 | .417 | .315 | .628 | 4.7 | 2.3 | 1.2 | .4  | 13.1 |

### Playoffs
| Ano      | Equipe     | PJ | PT | MPJ  | AP   | 3P   | LL   | RT  | AS  | BR  | TO  | PPJ  |
| -------- | ---------- | -- | -- | ---- | ---- | ---- | ---- | --- | --- | --- | --- | ---- |
| 1994     | Orlando    | 3  | 3  | 40.0 | .382 | .400 | .750 | 3.3 | 3.3 | 1.7 | 0.7 | 14.3 |
| 1995     | Orlando    | 21 | 21 | 38.8 | .448 | .383 | .683 | 4.8 | 3.1 | 1.6 | 0.5 | 14.2 |
| 1996     | Orlando    | 11 | 11 | 38.0 | .433 | .286 | .622 | 5.0 | 1.9 | 1.9 | 0.5 | 14.2 |
| 1997     | Orlando    | 5  | 5  | 26.0 | .333 | .267 | .000 | 5.8 | 0.6 | 0.6 | 1.8 | 5.6  |
| 1999     | Orlando    | 4  | 4  | 38.0 | .367 | .262 | .737 | 6.8 | 2.3 | 2.3 | 0.0 | 20.8 |
| 2000     | Sacramento | 5  | 5  | 26.4 | .324 | .350 | .875 | 3.4 | 0.4 | 0.2 | 0.6 | 7.2  |
| Carreira | Carreira   | 49 | 49 | 34.5 | .381 | .324 | .611 | 4.8 | 1.9 | 1.3 | .6  | 12.7 |

## Links externos
- Site oficial de Nick Anderson